# Axo'plage
Axo'Plage ou Parc de Monampteuil est une base de loisirs appartenant au conseil départemental de l'Aisne.
Elle est située sur la commune de Monampteuil, aux bords du lac artificiel de Monampteuil, et est traversée par l'Ailette.
La base a été créée pour remplacer le Domaine du Lac d'Ailette[réf. nécessaire] qui fut cédé à la société Center Parcs. Axo'Plage a ouvert au début de l'été 2007. La base s'étend sur 40 ha, dont une esplanade de 2 ha engazonnée, 10 ha de prairie humide, et une plage artificielle de 300 m de long. Il y a été amené 21 000 m3 de sable fin (en provenance de la carrière de Goudlancourt) et planté plus de 20 000 arbres, dont 250 grands sujets[réf. souhaitée].
Le coût de sa réalisation s'élève à plus de 18 millions d'euros[réf. souhaitée] (51 % Conseil général de l'Aisne, 29 % Région Picardie, 20 % fonds Européens) 
Le lac de Monampteuil (30ha) a été creusé pour garantir l'approvisionnement en eau du Canal de l'Oise à l'Aisne[réf. souhaitée]. 